# Vonwiller a spol.
Vonwiller a spol. (Vonwiller & Co.) byl textilní závod v Žamberku, vybudovaný a otevřený roku 1834 švýcarským podnikatelem Mikulášem Vonwillerem.

## Historie

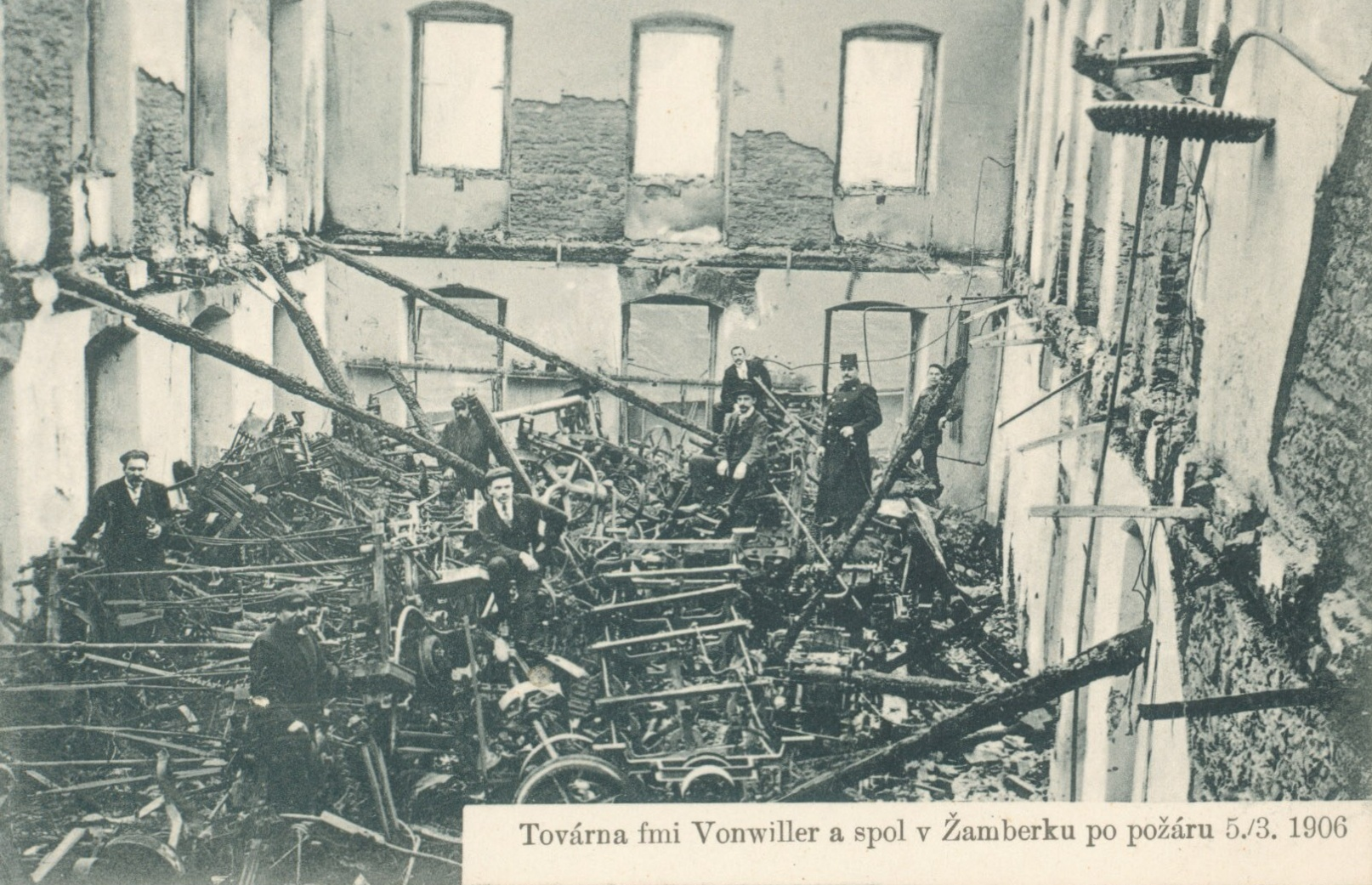
Továrna Vonwiller a spol. po požáru 5. 3. 1906

V 19. století nastal v českých zemích velký rozvoj průmyslu. Zahraniční podnikatelé byli do Čech přilákáni dostupností vodního zdroje energie, levnými pozemky, levnou pracovní silou a daňovými úlevami. Rozvoj lehkého průmyslu byl Rakousko-Uherským státem podporován a toho využil švýcarský podnikatel Mikuláš Vonwiller a založil již před rokem 1833 v Hylvátech u Ústí nad Orlicí továrnu na sukna.
Ve stejném období, vypsal majitel žambereckého panství John Parish, soutěž na vybudování továrny na výrobu vlněného zboží. Vítězi bylo slíbeno právo používat bezplatně vodní sílu a bezúročná půjčka 100 000 zlatých. Ze všech zájemců byl vybrán Mikuláš Vonwiller ze St. Gallenu ve Švýcarsku, kterého John Parish znal ze svého působení ve velkoobchodu v Hamburku, kdy spolupracoval s Vonwillerovým obchodním domem v Miláně.
Se stavbou továrny bylo započato v roce 1833 a dokončena byla v roce 1834. Vedením továrny byli pověřeni tři bratři Strasserové ze Švýcarska, kteří zde zavedli švýcarský způsob zpracování vlny. Oproti zdejším zvyklostem, vlna se před zpracováním preparovala kravským mlékem, ne olejem.
Továrna byla poháněna vodním kolem, které zajišťovalo mechanický pohon přádelny a úpravny.
Přípravna tkalcovny a tkalcovna na vodní kolo napojeny nebyly, protože zde používané stroje byly na ruční pohon (ruční stavy a snovadla).
V roce 1854 zakladatel továrny Mikuláš Vonwiller zemřel a továrnu převzal jeho mladší syn Emil, který v Brně „Na Cejlu“ založil obchodní dům. Starší syn Oskar řídil milánský obchodní dům, který byl až do roku 1890 centrálou všech podniků Vonwiller a spol.
Ve vedení podniku se postupně vystřídalo několik ředitelů, a v roce 1869 převzal vedení nejstarší vnuk Mikuláše Vonwillera, Albert Vonwiller, který společně s bratry Strasserovými založil tělocvičný spolek podle švýcarského vzoru.
V říjnu roku 1887 nastoupil do vedení podniku Edmund Pintner, pocházející z centra vlnařské výroby – Brna a rodiny vlastníků továrny „Václav Pintner v Brně“. Za působení E. Pintnera se kvalita látek vyráběných v Žamberku tak vylepšila, že byly k nerozeznání od nejlepších látek anglických. V roce 1893 ředitel Edmund Pintner zemřel a vedení továrny převzal jeho synovec Edmund Kirsch.

## Nástupnické podniky

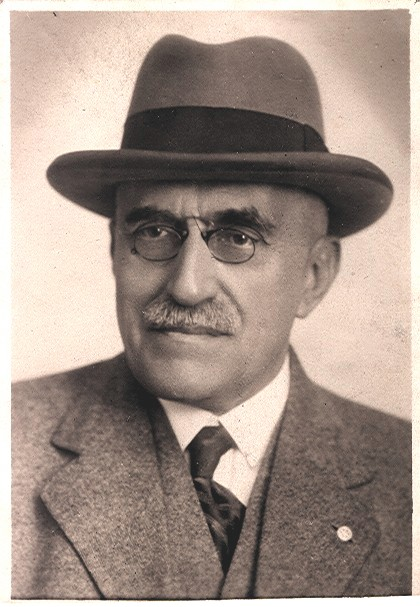
Edmund Kirsch

- Národní správa Vonwiller a spol. (1945–1948) – národní správce Antonín Dvořák, později Jan Appeltauer
- Textilana, n. p. Liberec (1948–1949) – ředitel Adolf Hron
- Orlana, n. p. Žamberk (1949–1951) – ředitel Jan Lesák
- Vitka, n. p. Brněnec (1951–1958) – ředitelé Jan Lesák, Josef Ješina
- Mosilana, n. p. Brno (1958–1986) – ředitel Josef Lot
- Mosilana s. p., Brno (1986–1990) – ředitelé Ing. Antonín Pisařovic, Ing. Václav Pospíšil
- Orlana, s. p. Žamberk (1990–1993) – ředitelé Ing. Petr Sýkora, Ing. Milan Holešovský
- Orlana, a. s. Žamberk (1993–1999) – Jaroslav Šípek
- Royan, a. s. Pardubice (2000–2005) – Kalbáč, Konečný
- Muzeum starých strojů a technologií

## Fotogalerie

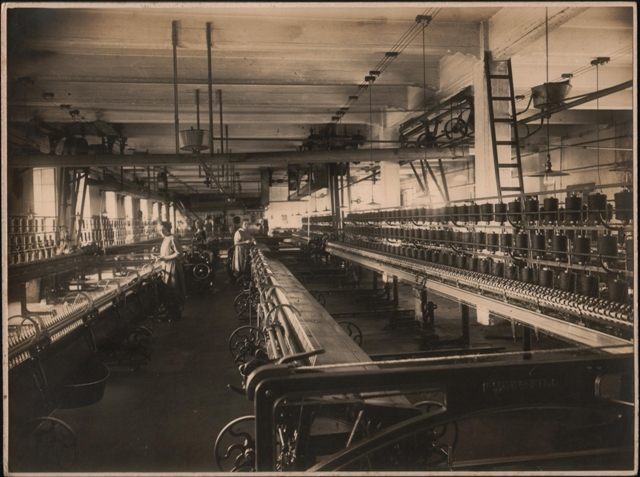
Přádelna – selfaktory
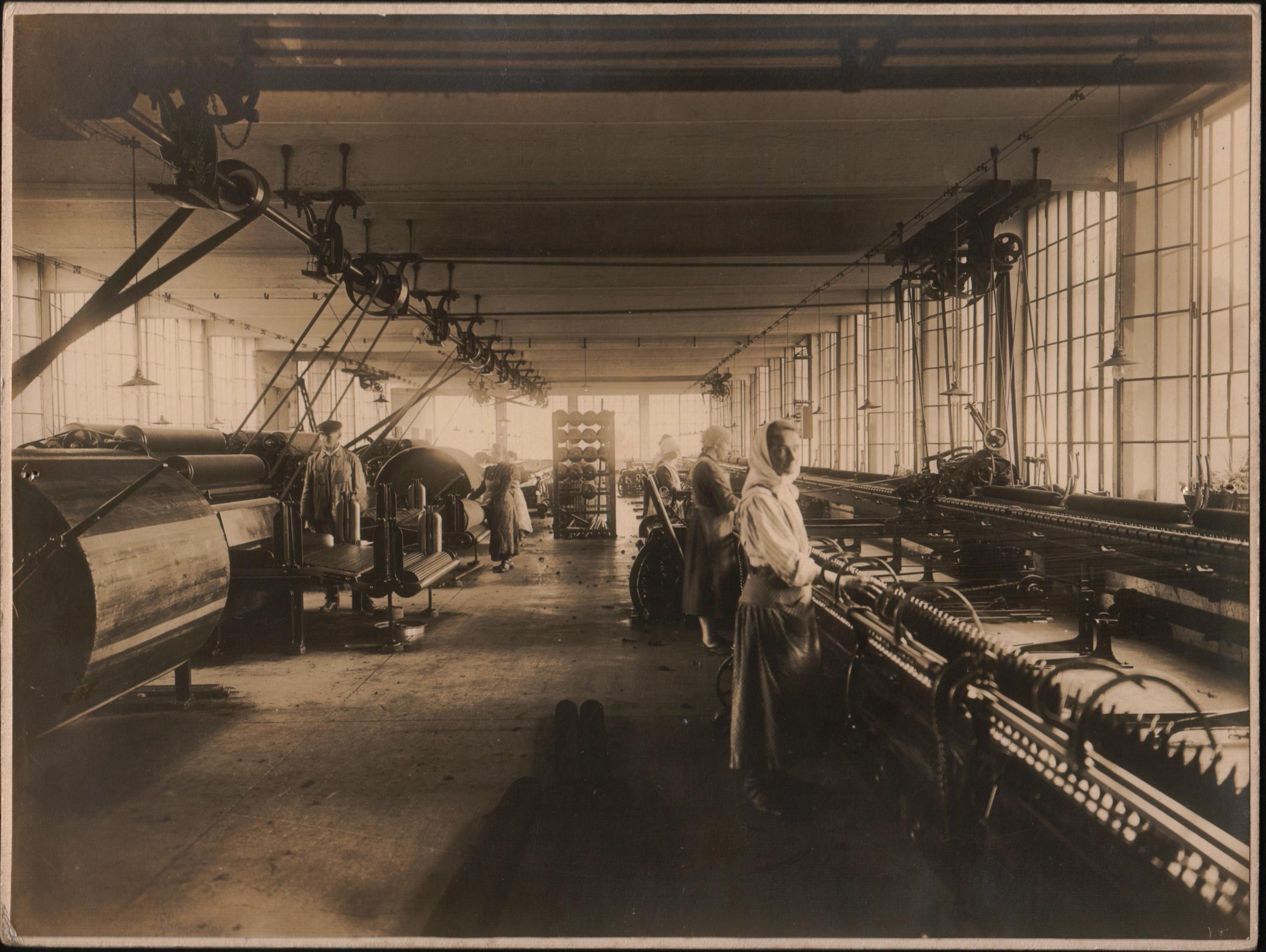
Přádelna
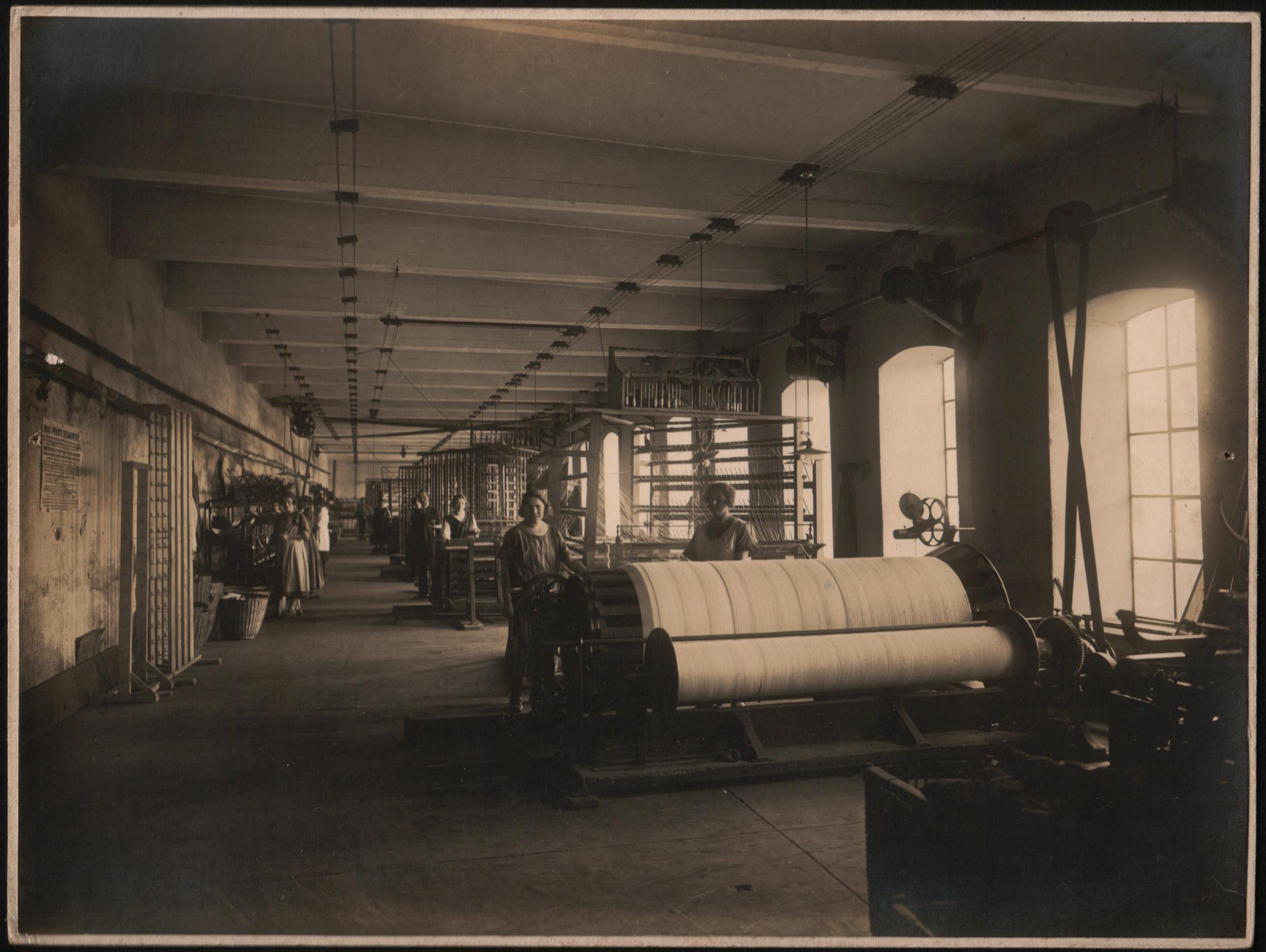
Snovárna
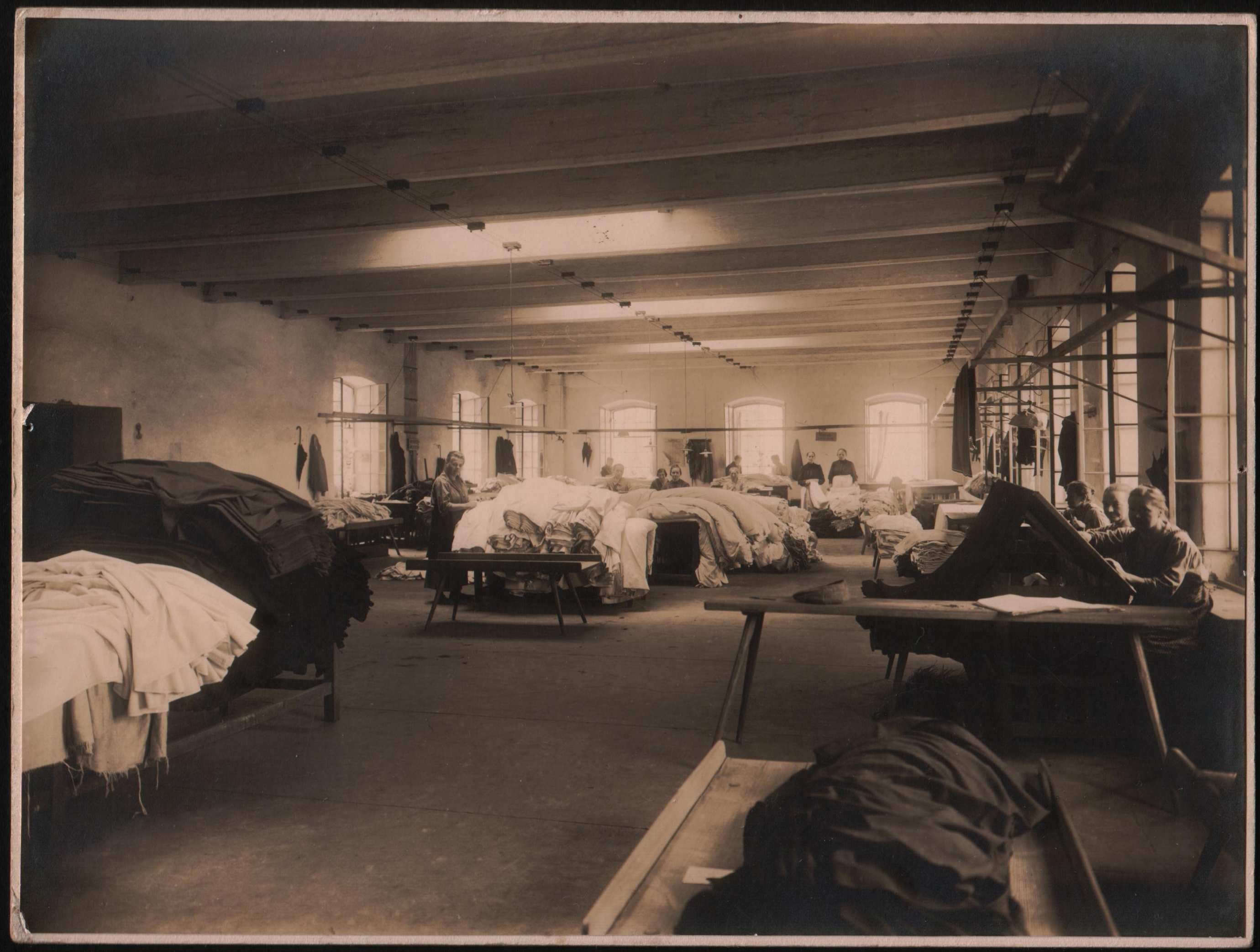
Nopírna
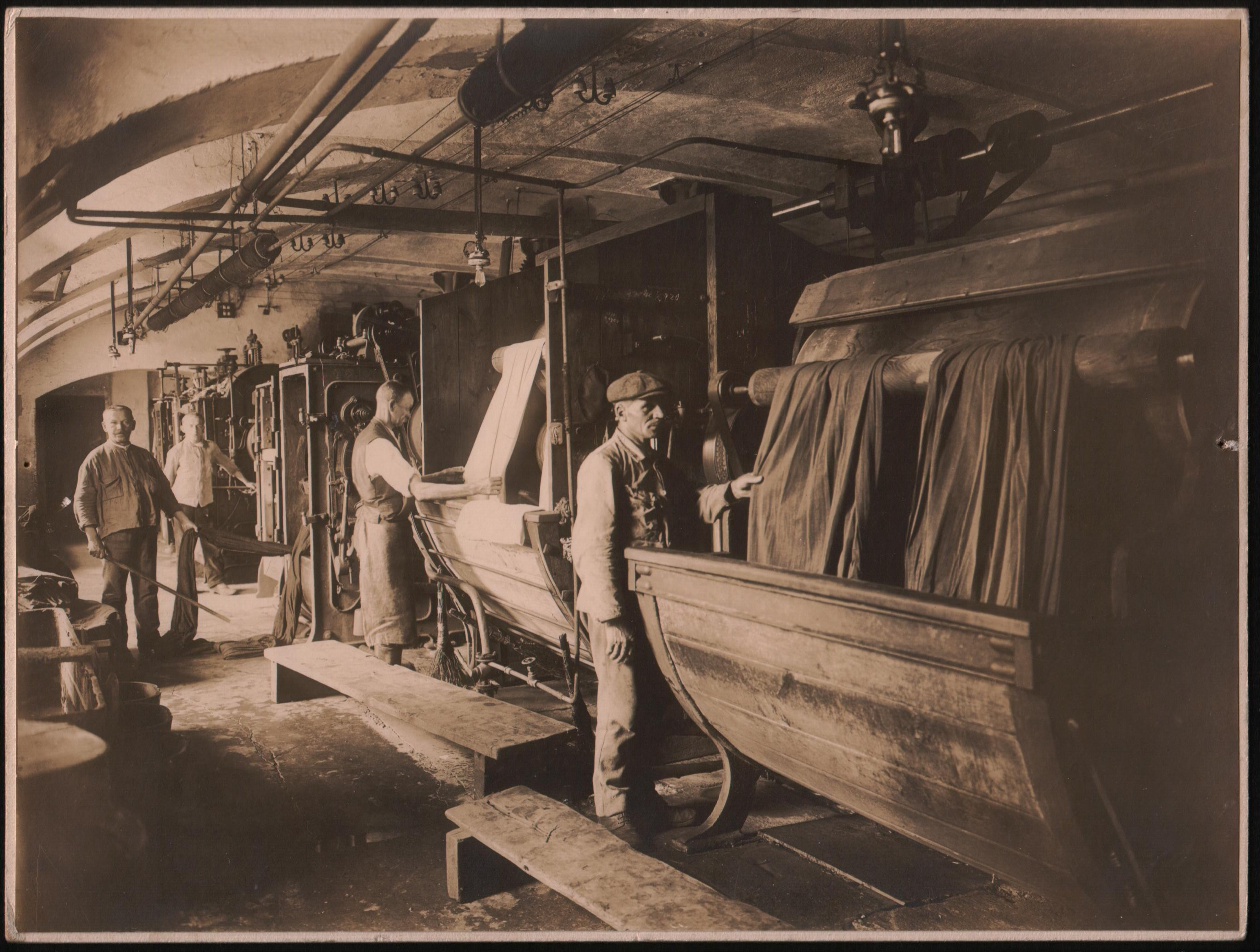
Valchárna
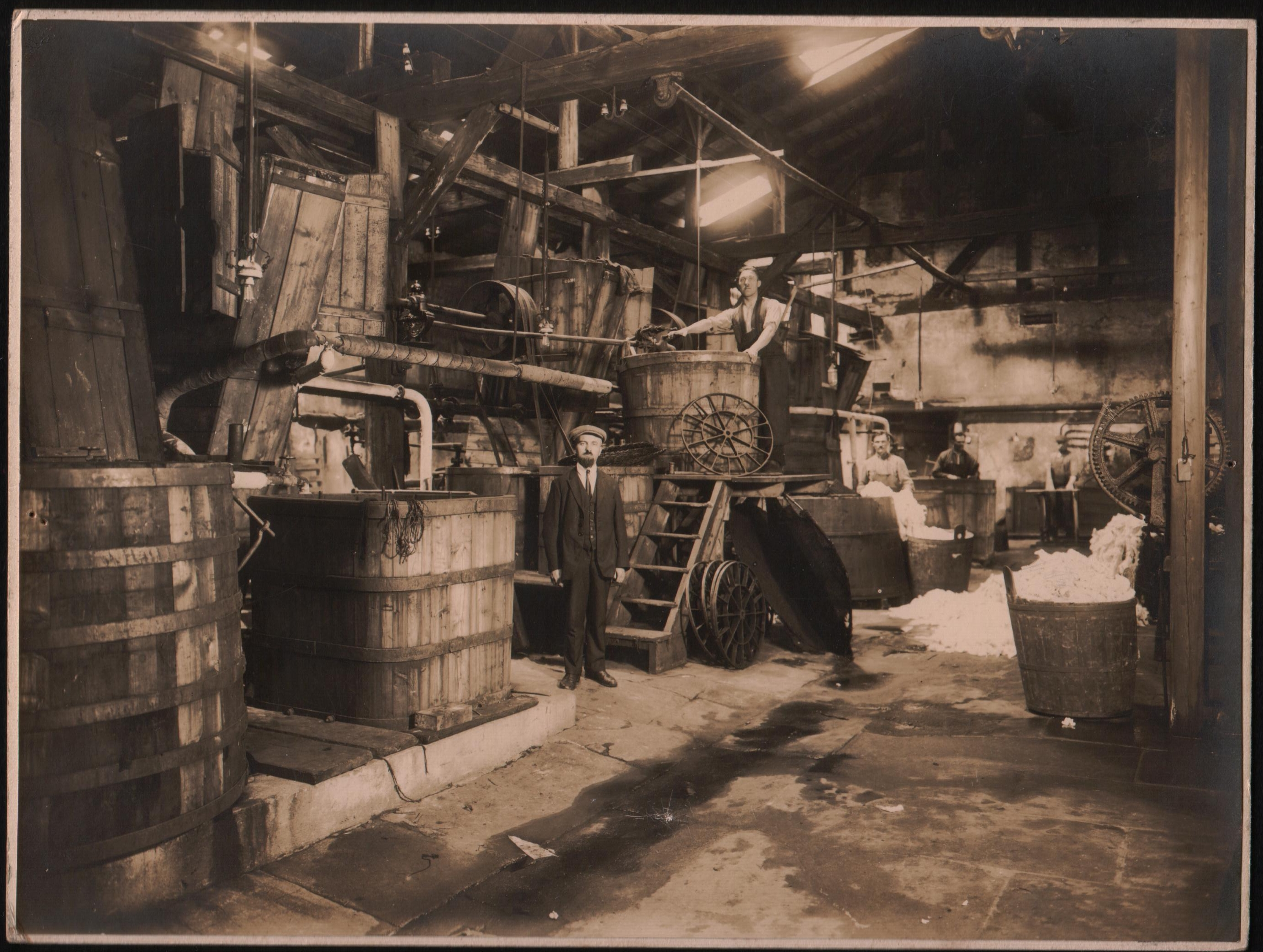
Barevna
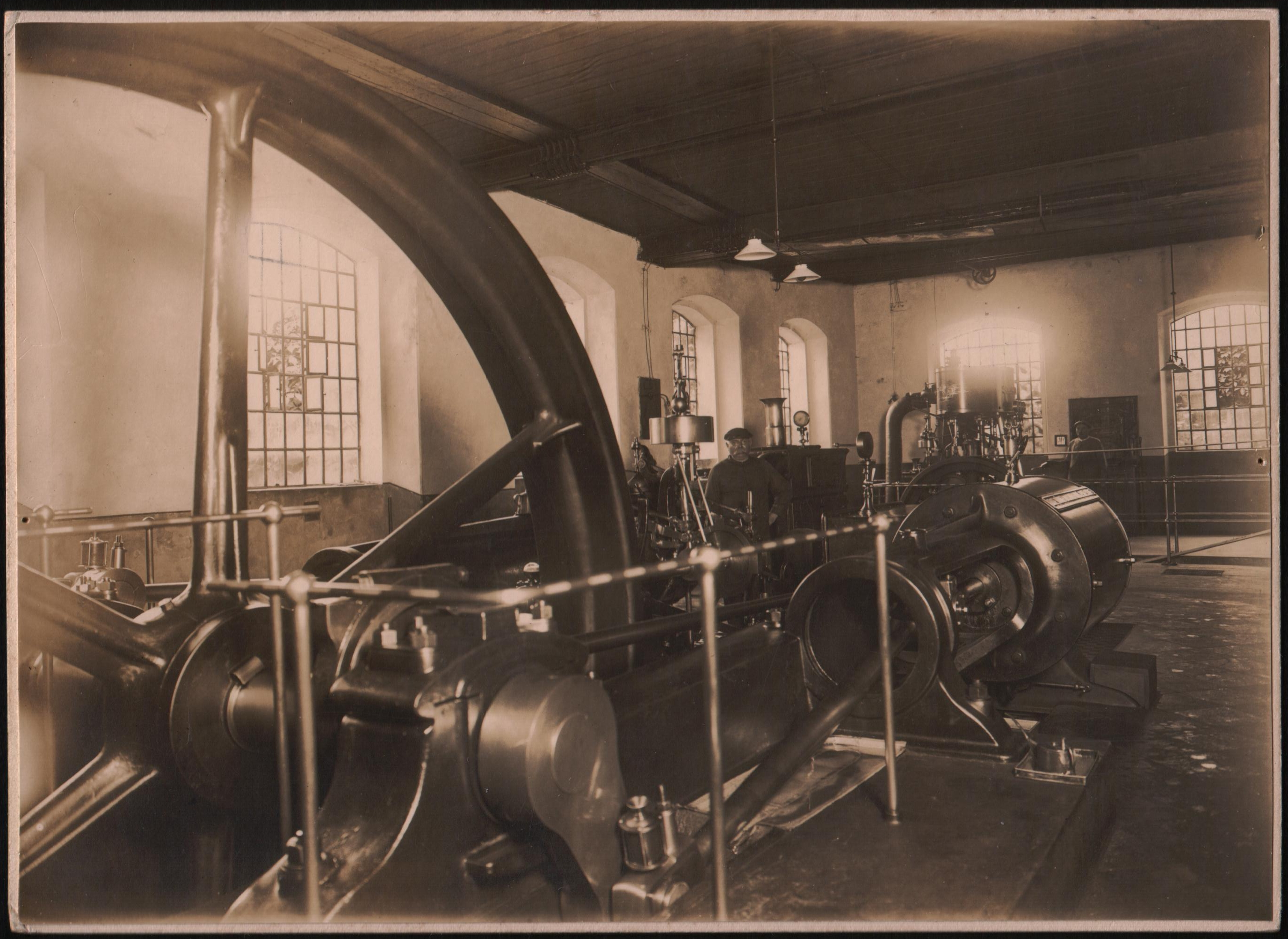
Parní stroj
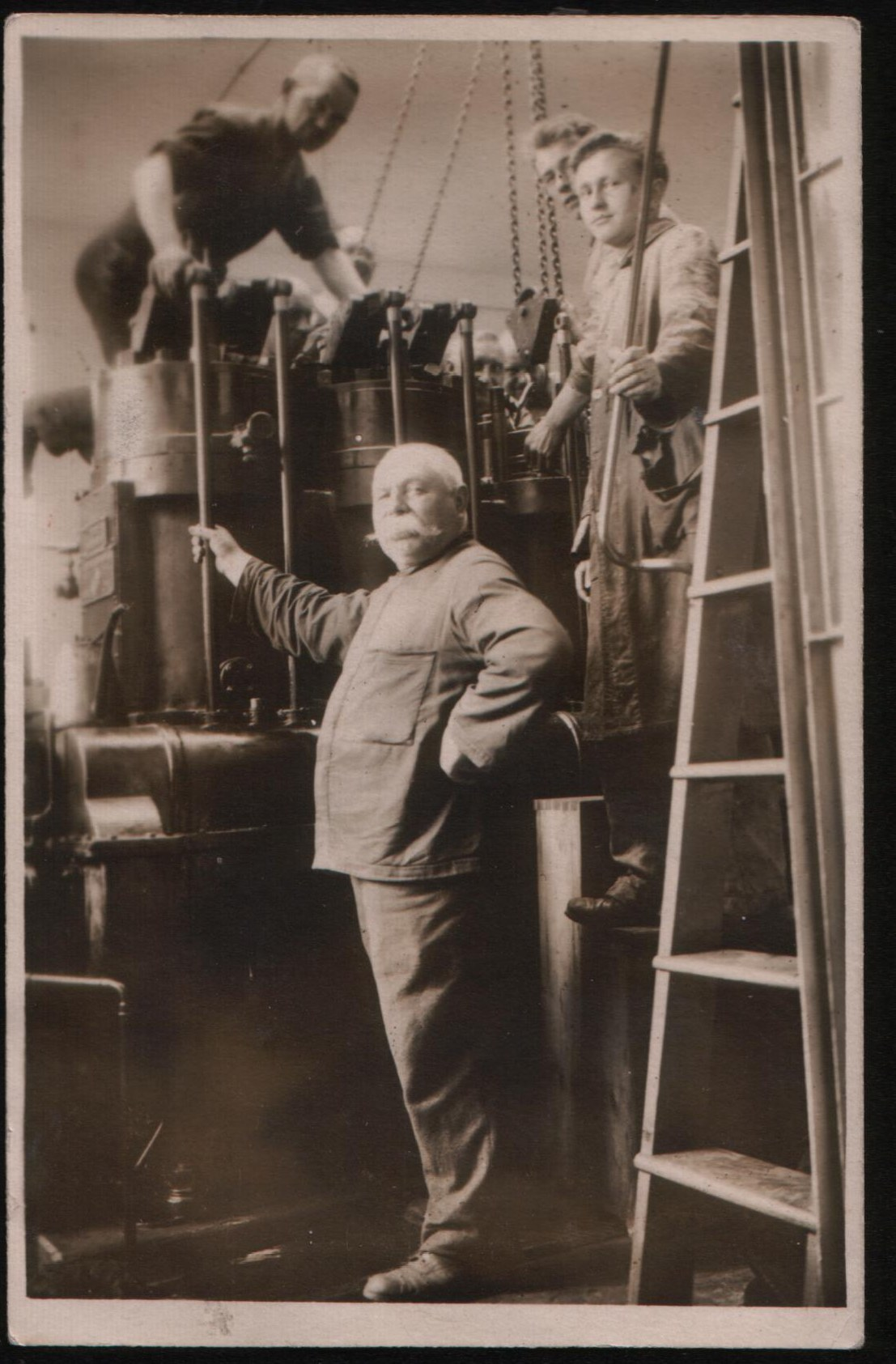
Strojovna